# 第100回全国高等学校ラグビーフットボール大会
第100回全国高等学校ラグビーフットボール大会（だい100かいぜんこくこうとうがっこうラグビーフットボールたいかい）は、令和2年度全国高等学校総合体育大会を兼ねて、2020年12月27日から2021年1月9日まで東大阪市花園ラグビー場と東大阪市多目的広場で開かれた全国高校ラグビー大会である。

## 概要
今大会は記念大会として従来より12校多い63校が出場する。具体的には各都道府県大会の2位同士によるブロック大会を行い、優勝校に出場権。また過去10大会の参加校が多い愛知県、埼玉県、福岡県にも1枠増枠される（その代わりに2位校はブロック大会出場権なし）。なお新型コロナの影響で予選が実施不能の場合は高体連ラグビー専門部が推薦し出場校を選出することにしていたが、そのような例はなかった（困難な場合は出場辞退も可能としていた）。
また試合時間は1回戦のみ25分ハーフで、2回戦以降は従来通り30分ハーフで行う。
本大会では開会式と「U18花園女子15人制」「U18合同チーム東西対抗戦」が中止。またCOVID19 (新型コロナ) の影響で日本ラグビーフットボール協会 (JRFU)・高体連・毎日新聞社などは本大会を全試合無観客で開催することを発表。また16年ぶりにTBSテレビでも準決勝を中継した。
準々決勝第4試合・東福岡×東海大大阪仰星では、ロスタイム18分の末に引き分け、抽選により東福岡が準決勝に進出するという死闘が展開された。

### 日程
- 12月5日 - 組み合わせ抽選会
- 12月27日・12月28日 - 1回戦
- 12月30日 - 2回戦
- 1月1日 - 3回戦
- 1月3日 - 準々決勝
- 1月5日 - 準決勝
- 1月9日 - 決勝

## 出場校
☆マークはシード校
- 北海道
  - 北北海道代表 - 旭川龍谷（3年連続5回目）
  - 南北海道代表 - 札幌山の手（3年連続19回目）
  - ブロック代表 - 函館ラ・サール（南北海道・3年ぶり3回目）

- 東北
  - 青森県代表 - 青森山田（2年連続2回目）
  - 岩手県代表 - 盛岡工（12年ぶり35回目）
  - 宮城県代表 - 仙台育英（25年連続27回目）
  - 秋田県代表 - 秋田工（3年ぶり68回目）
  - 山形県代表 - 山形中央（3年連続27回目）
  - 福島県代表 - 松韻学園福島（6年ぶり2回目）
  - ブロック代表 - 黒沢尻北（岩手県・6年ぶり6回目）

- 関東
  - 茨城県代表 - 茗溪学園（9年連続26回目）
  - 栃木県代表 - 國學院栃木（21年連続26回目）
  - 群馬県代表 - 明和県央（3年ぶり8回目）
  - 埼玉県第一代表 - 川越東（初出場）
  - 埼玉県第二代表 - 昌平（3年ぶり2回目）
  - 千葉県代表 - 流通経済大柏（26年連続28回目）
  - 東京都第一代表 - 目黒学院（3年ぶり19回目）☆
  - 東京都第二代表 - 早稲田実（2年ぶり7回目）
  - 神奈川県代表 - 桐蔭学園（6年連続19回目）☆
  - 山梨県代表 - 日川（15年連続50回目）
  - ブロック代表 - 東海大相模（神奈川県・5年ぶり9回目）

- 北信越
  - 新潟県代表 - 新潟工（17年連続45回目）
  - 富山県代表 - 富山第一（2年連続12回目）
  - 石川県代表 - 日本航空石川（16年連続16回目）
  - 福井県代表 - 若狭東（5年連続32回目）
  - 長野県代表 - 岡谷工（2年ぶり31回目）
  - ブロック代表 - 開志国際（新潟県・初出場）

- 東海
  - 岐阜県代表 - 関商工（3年連続40回目）
  - 静岡県代表 - 東海大静岡翔洋（3年ぶり11回目）
  - 愛知県第一代表 - 中部大春日丘（8年連続10回目）
  - 愛知県第二代表 - 西陵（8年ぶり40回目）
  - 三重県代表 - 朝明（9年連続11回目）
  - ブロック代表 - 四日市工（三重県・初出場）

- 近畿
  - 滋賀県代表 - 光泉カトリック（2年連続10回目）
  - 京都府代表 - 京都成章（7年連続13回目）☆
  - 大阪府第一代表 - 東海大大阪仰星（2年連続20回目）☆
  - 大阪府第二代表 - 大阪朝鮮（2年ぶり11回目）☆
  - 大阪府第三代表 - 常翔学園（6年連続39回目）
  - 兵庫県代表 - 関西学院（5年ぶり9回目）☆
  - 奈良県代表 - 御所実（2年連続13回目）☆
  - 和歌山県代表 - 熊野（7年ぶり13回目）
  - ブロック代表 - 報徳学園（兵庫県・5年連続46回目）

- 中国
  - 鳥取県代表 - 米子工（3年連続10回目）
  - 島根県代表 - 石見智翠館（30年連続30回目）
  - 岡山県代表 - 県立玉島（3年連続4回目）
  - 広島県代表 - 尾道（14年連続15回目）
  - 山口県代表 - 大津緑洋（2年ぶり30回目）
  - ブロック代表 - 創志学園（岡山県・初出場）

- 四国
  - 徳島県代表 - 城東（4年連続14回目）
  - 香川県代表 - 坂出第一（2年連続3回目）
  - 愛媛県代表 - 松山聖陵（2年連続5回目）
  - 高知県代表 - 高知中央（2年連続6回目）
  - ブロック代表 - 新田（愛媛県・2年ぶり46回目）

- 九州・沖縄
  - 福岡県第一代表 - 東福岡（21年連続31回目）☆
  - 福岡県第二代表 - 筑紫（5年ぶり6回目）
  - 佐賀県代表 - 佐賀工（39年連続49回目）
  - 長崎県代表 - 長崎北陽台（3年連続19回目）
  - 熊本県代表 - 熊本西（2年ぶり12回目）
  - 大分県代表 - 大分東明（2年連続2回目）
  - 宮崎県代表 - 高鍋（10年連続28回目）
  - 鹿児島県代表 - 鹿児島実（2年ぶり20回目）
  - 沖縄県代表 - 名護（3年連続19回目）
  - ブロック代表 - 長崎南山（長崎県・3年ぶり6回目）

## 試合結果
- 時刻はすべて日本標準時 (UTC+9)
- 括弧内は前半終了時のスコアを示す。
- 太字は勝利校を示す。

### 1回戦
| 2020年12月27日 10:00 | 佐賀工         | 64-0  | (35-0)  | 大津緑洋       | 第1グラウンド |
| 2020年12月27日 11:05 | 京都成章       | 129-0 | (63-0)  | 米子工         | 第1グラウンド |
| 2020年12月27日 12:10 | 城東           | 31-29 | (17-17) | 新田           | 第1グラウンド |
| 2020年12月27日 13:15 | 創志学園       | 12-92 | (5-38)  | 石見智翠館     | 第1グラウンド |
| 2020年12月27日 14:20 | 黒沢尻北       | 3-61  | (3-26)  | 日本航空石川   | 第1グラウンド |
| 2020年12月27日 10:00 | 長崎北陽台     | 69-14 | (29-7)  | 函館ラ・サール | 第2グラウンド |
| 2020年12月27日 11:05 | 熊本西         | 0-41  | (0-24)  | 早稲田実       | 第2グラウンド |
| 2020年12月27日 12:10 | 東福岡         | 55-0  | (14-0)  | 長崎南山       | 第2グラウンド |
| 2020年12月27日 13:15 | 岡谷工         | 0-52  | (0-21)  | 四日市工       | 第2グラウンド |
| 2020年12月27日 14:20 | 仙台育英       | 50-0  | (17-0)  | 富山第一       | 第2グラウンド |
| 2020年12月27日 10:00 | 川越東         | 7-24  | (7-14)  | 明和県央       | 第3グラウンド |
| 2020年12月27日 11:05 | 尾道           | 64-12 | (24-7)  | 松韻学園福島   | 第3グラウンド |
| 2020年12月27日 12:10 | 筑紫           | 48-5  | (31-0)  | 坂出第一       | 第3グラウンド |
| 2020年12月27日 13:15 | 桐蔭学園       | 36-7  | (14-0)  | 茗溪学園       | 第3グラウンド |
| 2020年12月27日 14:20 | 若狭東         | 0-58  | (0-36)  | 青森山田       | 第3グラウンド |
| 2020年12月28日 9:30  | 大阪朝鮮       | 34-8  | (19-3)  | 朝明           | 第1グラウンド |
| 2020年12月28日 10:35 | 東海大静岡翔洋 | 0-68  | (0-24)  | 秋田工         | 第1グラウンド |
| 2020年12月28日 11:40 | 東海大相模     | 24-3  | (7-3)   | 光泉カトリック | 第1グラウンド |
| 2020年12月28日 12:45 | 開志国際       | 5-57  | (0-26)  | 大分東明       | 第1グラウンド |
| 2020年12月28日 13:50 | 関西学院       | 43-0  | (17-0)  | 盛岡工         | 第1グラウンド |
| 2020年12月28日 14:55 | 常翔学園       | 76-0  | (36-0)  | 日川           | 第1グラウンド |
| 2020年12月28日 9:30  | 昌平           | 26-12 | (7-5)   | 松山聖陵       | 第2グラウンド |
| 2020年12月28日 10:35 | 御所実         | 24-5  | (10-0)  | 報徳学園       | 第2グラウンド |
| 2020年12月28日 11:40 | 山形中央       | 15-0  | (15-0)  | 旭川龍谷       | 第2グラウンド |
| 2020年12月28日 12:45 | 新潟工         | 26-24 | (7-10)  | 関商工         | 第2グラウンド |
| 2020年12月28日 13:50 | 流通経済大柏   | 30-12 | (11-0)  | 高鍋           | 第2グラウンド |
| 2020年12月28日 9:30  | 高知中央       | 14-22 | (7-12)  | 西陵           | 第3グラウンド |
| 2020年12月28日 10:35 | 國學院栃木     | 75-7  | (28-7)  | 名護           | 第3グラウンド |
| 2020年12月28日 11:40 | 目黒学院       | 57-0  | (33-0)  | 県立玉島       | 第3グラウンド |
| 2020年12月28日 12:45 | 熊野           | 0-78  | (0-40)  | 中部大春日丘   | 第3グラウンド |
| 2020年12月28日 13:50 | 鹿児島実       | 19-14 | (7-14)  | 札幌山の手     | 第3グラウンド |

### 2回戦
| 2020年12月30日 9:30  | 鹿児島実       | 7-67  | (0-43) | 常翔学園     | 第1グラウンド |
| 2020年12月30日 10:45 | 目黒学院       | 12-25 | (7-10) | 大分東明     | 第1グラウンド |
| 2020年12月30日 12:00 | 西陵           | 0-48  | (0-26) | 秋田工       | 第1グラウンド |
| 2020年12月30日 13:15 | 桐蔭学園       | 37-0  | (6-0)  | 日本航空石川 | 第1グラウンド |
| 2020年12月30日 14:30 | 尾道           | 64-5  | (40-0) | 城東         | 第1グラウンド |
| 2020年12月30日 15:45 | 東海大大阪仰星 | 31-7  | (19-0) | 佐賀工       | 第1グラウンド |
| 2020年12月30日 9:30  | 関西学院       | 7-26  | (7-7)  | 流通経済大柏 | 第2グラウンド |
| 2020年12月30日 10:45 | 東海大相模     | 50-7  | (10-7) | 山形中央     | 第2グラウンド |
| 2020年12月30日 12:00 | 大阪朝鮮       | 43-0  | (17-0) | 昌平         | 第2グラウンド |
| 2020年12月30日 13:15 | 石見智翠館     | 63-0  | (22-0) | 四日市工     | 第2グラウンド |
| 2020年12月30日 14:30 | 京都成章       | 33-0  | (14-0) | 早稲田実     | 第2グラウンド |
| 2020年12月30日 9:30  | 新潟工         | 5-48  | (0-29) | 中部大春日丘 | 第3グラウンド |
| 2020年12月30日 10:45 | 御所実         | 12-5  | (0-5)  | 國學院栃木   | 第3グラウンド |
| 2020年12月30日 12:00 | 仙台育英       | 42-13 | (29-3) | 青森山田     | 第3グラウンド |
| 2020年12月30日 13:15 | 東福岡         | 48-5  | (14-5) | 筑紫         | 第3グラウンド |
| 2020年12月30日 14:30 | 長崎北陽台     | 56-0  | (14-0) | 明和県央     | 第3グラウンド |

### 3回戦
| 2021年1月1日 10:00 | 東海大大阪仰星 | 22-7  | (12-0)  | 長崎北陽台   | 第1グラウンド |
| 2021年1月1日 11:25 | 東福岡         | 28-26 | (7-19)  | 石見智翠館   | 第1グラウンド |
| 2020年1月1日 12:50 | 大阪朝鮮       | 38-21 | (19-0)  | 秋田工       | 第1グラウンド |
| 2020年1月1日 14:15 | 大分東明       | 17-40 | (10-14) | 中部大春日丘 | 第1グラウンド |
| 2021年1月1日 10:00 | 京都成章       | 28-7  | (7-0)   | 尾道         | 第3グラウンド |
| 2021年1月1日 11:25 | 桐蔭学園       | 53-3  | (19-3)  | 仙台育英     | 第3グラウンド |
| 2020年1月1日 12:50 | 御所実         | 21-12 | (0-12)  | 東海大相模   | 第3グラウンド |
| 2020年1月1日 14:15 | 流通経済大柏   | 21-17 | (14-0)  | 常翔学園     | 第3グラウンド |

### 準々決勝
| 2021年1月3日 10:00 | 流通経済大柏 | 10-14 | (0-7)  | 大阪朝鮮       | 第1グラウンド |
| 2021年1月3日 11:25 | 桐蔭学園     | 50-7  | (26-7) | 御所実         | 第1グラウンド |
| 2020年1月3日 12:50 | 京都成章     | 14-3  | (14-0) | 中部大春日丘   | 第1グラウンド |
| 2020年1月3日 14:15 | 東福岡       | 21-21 | (7-7)  | 東海大大阪仰星 | 第1グラウンド |

### 準決勝
| 2021年1月5日 12:45 | 京都成章 | 24-21 | (12-7)  | 東福岡   | 第1グラウンド |
| 2021年1月5日 14:30 | 大阪朝鮮 | 12-40 | (12-12) | 桐蔭学園 | 第1グラウンド |

### 決勝
| 2021年01月07日 14:05 | 京都成章                                  | 15-32 (10-10)                                  | 桐蔭学園                                  | 第1グラウンド レフリー: 加藤真也 |
| 2021年01月07日 14:05 | トライ: 2 コンバート: 1 PK: 1 ドロップ: 0 | 詳細 日本ラグビーフットボール協会 2021年1月9日 | トライ: 4 コンバート: 3 PK: 1 ドロップ: 0 | 第1グラウンド レフリー: 加藤真也 |

| 桐蔭学園  |    |            |            |
| FW        | 01 | 倉島昂大   | 後半6分    |
| FW        | 02 | 中山大暉   |            |
| FW        | 03 | 田中諒汰   | 後半3分    |
| FW        | 04 | 小椋健介   |            |
| FW        | 05 | 青木恵斗   | 前半19'    |
| FW        | 06 | 粟飯原謙   | 後半2'     |
| FW        | 07 | 大竹智也   | 後半16分   |
| FW        | 08 | 佐藤健次   | キャプテン |
| HB        | 09 | 伊藤光希   | 後半18'    |
| HB        | 10 | 中優人     |            |
| TB        | 11 | 松田怜大   |            |
| TB        | 12 | 榎本拓真   |            |
| TB        | 13 | 秋濱悠太   |            |
| TB        | 14 | 今野椋平   | 後半5'     |
| FB        | 15 | 矢崎由高   |            |
| リザーブ: |    |            |            |
|           | 16 | 山口湧太郎 | 後半6分    |
|           | 17 | 門脇浩志   |            |
|           | 18 | 麻生尚宏   | 後半3分    |
|           | 19 | 菅澤克磨   |            |
|           | 20 | 中島潤一郎 |            |
|           | 21 | 小山田裕悟 |            |
|           | 22 | 北川直宏   |            |
|           | 23 | 真田隼翔   |            |
|           | 24 | 原小太郎   |            |
|           | 25 | 小池隆仁   | 後半16分   |
|           |    |            |            |
| 監督      |    |            |            |
| 藤原秀之  |    |            |            |

※赤字は、優勝校もしくは得点が高いことを示す。また、脚注の( )内の分数はキックの成功率、[ ]内の自然数は当該選手の背番号を示す。